# 諫早市立西諫早中学校
諫早市立西諫早中学校（いさはやしりつ にしいさはやちゅうがっこう）は、長崎県諫早市馬渡町にある公立中学校。

## 概要
歴史
1947年（昭和22年）の学制改革で諫早市立真津山小学校に併設された新制中学校「諫早市立真津山中学校」を前身とする。現校名となったのは1949年（昭和24年）。2017年（平成29年）に創立70周年を迎える。
校訓
「躍動・責任・勤勉」
校章
学問を象徴するペン先を組み合わせたものを背景にして、中央に校名の「西中」の文字（縦書き）を置く。
校歌
作詞は山尾軍治、作曲は山川マサ子による。歌詞は3番まであり、校名は歌詞中に登場しない。
生徒会スローガン
西凌雲〜高い志を持って何事にも全力で取り組む〜
校区
住所表記で「諫早市」の後に「久山町、久山台、貝津町、若葉町、津久葉町、青葉台、貝津ヶ丘、小船越町、中尾町、山川町、馬渡町」が続く地域。小学校区は諫早市立真津山小学校、諫早市立西諫早小学校。

## 沿革
- 1947年（昭和22年）4月1日 - 学制改革が行われる。
  - 真津山国民学校の初等科が改組され、諫早市立真津山小学校となる。
  - 真津山国民学校の高等科および真津山青年学校の普通科が改組され、新制中学校「諫早市立真津山中学校」が発足。当初小学校に併設される。
- 1949年（昭和24年）12月 - 小船越町に新校舎が完成し、「諫早市立西諫早中学校」（現校名）に改称。
- 1973年（昭和48年）9月 - 現在地に新校舎が完成・移転を完了。
- 1987年（昭和62年）4月1日 - 諫早市立真城中学校を新設分離。

## 部活動
運動部
- 野球部（男）
- サッカー部
- 陸上部
- バレーボール部（女）
- バスケットボール部
- バドミントン部
- ソフトテニス部
- 水泳部
- 卓球部
- 剣道部
- 柔道部

文化部
- 吹奏楽部
- 美術部

## アクセス
最寄りの鉄道駅
- JR九州 長崎本線 西諫早駅

最寄りのバス停
- 県営バス 地区センター前バス停
- 県営バス 高峰バス停

最寄りの幹線道路
- 国道34号

## 周辺
- 諫早清水幼稚園
- 西諫早郵便局
- 諫早市立西諫早図書館
- 諫早市立真崎小学校
- 諫早市立西諫早小学校

## 著名な卒業生
- 池田賢生　柔道家
- 山口貴也　柔道家
- 草場道輝　漫画家

## 関連事項
- 長崎県中学校一覧